# Église de la garnison de Berlin

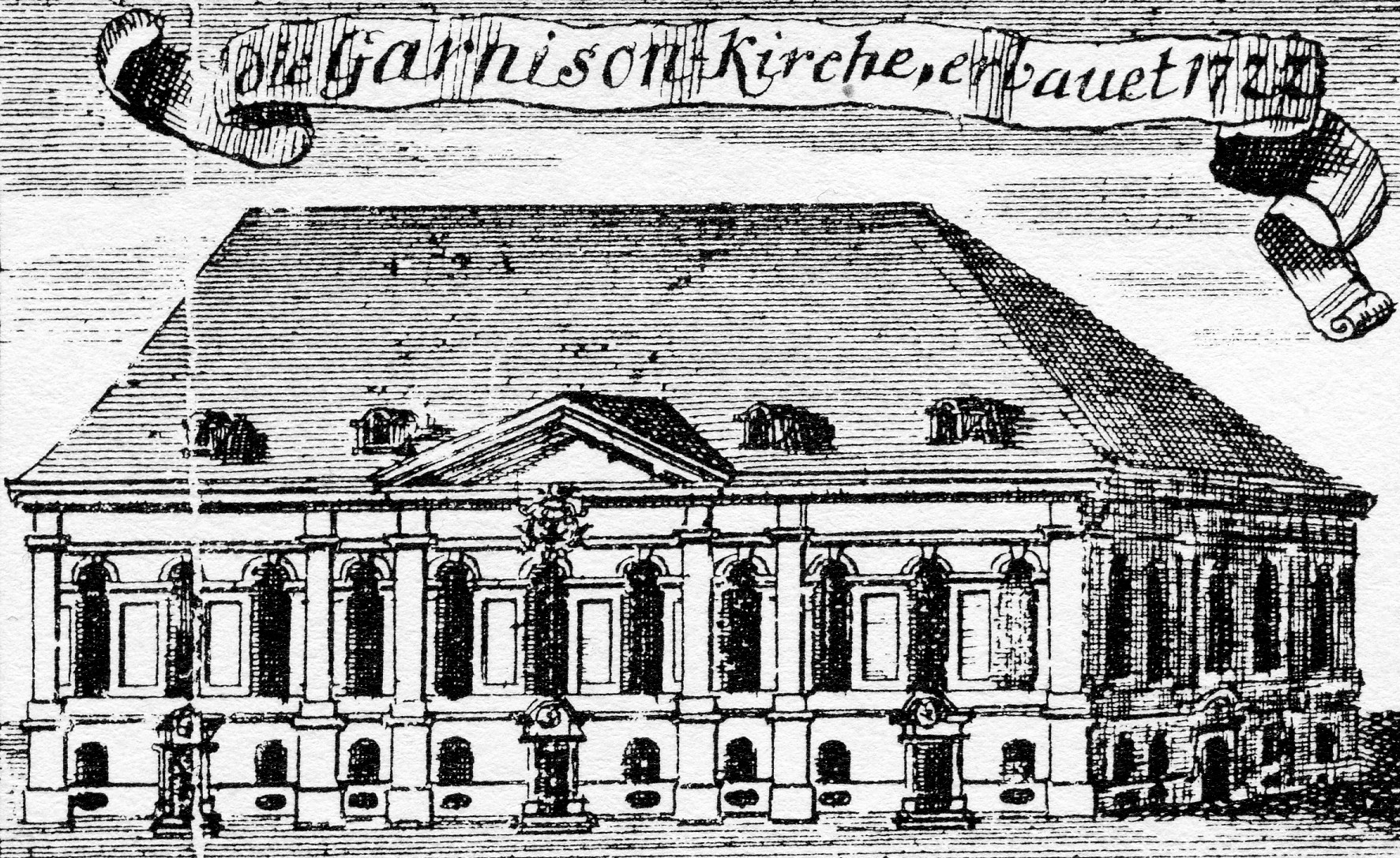
Seconde église de la garnison, vers 1736

L'église de la garnison (également appelée l'ancienne église de la garnison) à Berlin est une église protestante pour les soldats de la garnison de Berlin-Mitte. Les ruines de l'édifice incendié pendant la Seconde Guerre mondiale sont enlevées en 1962.
L'édifice religieux se trouvait sur la zone de l'actuelle Litfaß-Platz, qui reçoit son nom en janvier 2011 dans le cadre de l'urbanisation du quartier Hackescher, au sud de la gare S-Bahn Hackescher Markt. La place de l'église de garnison, située au nord-ouest, est créée dès août 1999. À l'époque de la RDA, un terrain de sport se trouvait sur les surfaces déblayées derrière l'ancienne gare de S-Bahn Marx-Engels-Platz (depuis 1992 : gare Hackescher Markt).

## Bâtiments de l'église

### Première église de 1701 à 1720
En 1701-1703, la première église de garnison du Brandebourg est construite sous le roi Frédéric Ier par le maître d'œuvre Martin Grünberg. Elle est détruite par l'explosion de la tour poudrière de Berlin (de) le 12 août 1720.

### Seconde église de 1720 à 1962
La seconde église est construite en 1720-1722 par le maître d'œuvre Johann Philipp Gerlach. Elle n'est plus dotée d'une tour, ni même d'une flèche. Cette apparence sobre correspond à la compréhension calviniste du pouvoir du roi Frédéric-Guillaume Ier. Par la suite, l'église est transformée à plusieurs reprises et adaptée aux besoins de ses utilisateurs et de l'époque, notamment en 1863 par August Stüler. En 1873, 555 cercueils sont réenterrés dans les caveaux funéraires de l'église. Adolph Menzel enregistre la récupération et l'ouverture des cercueils dans une série de dessins au crayon avec des portraits de cadavres.

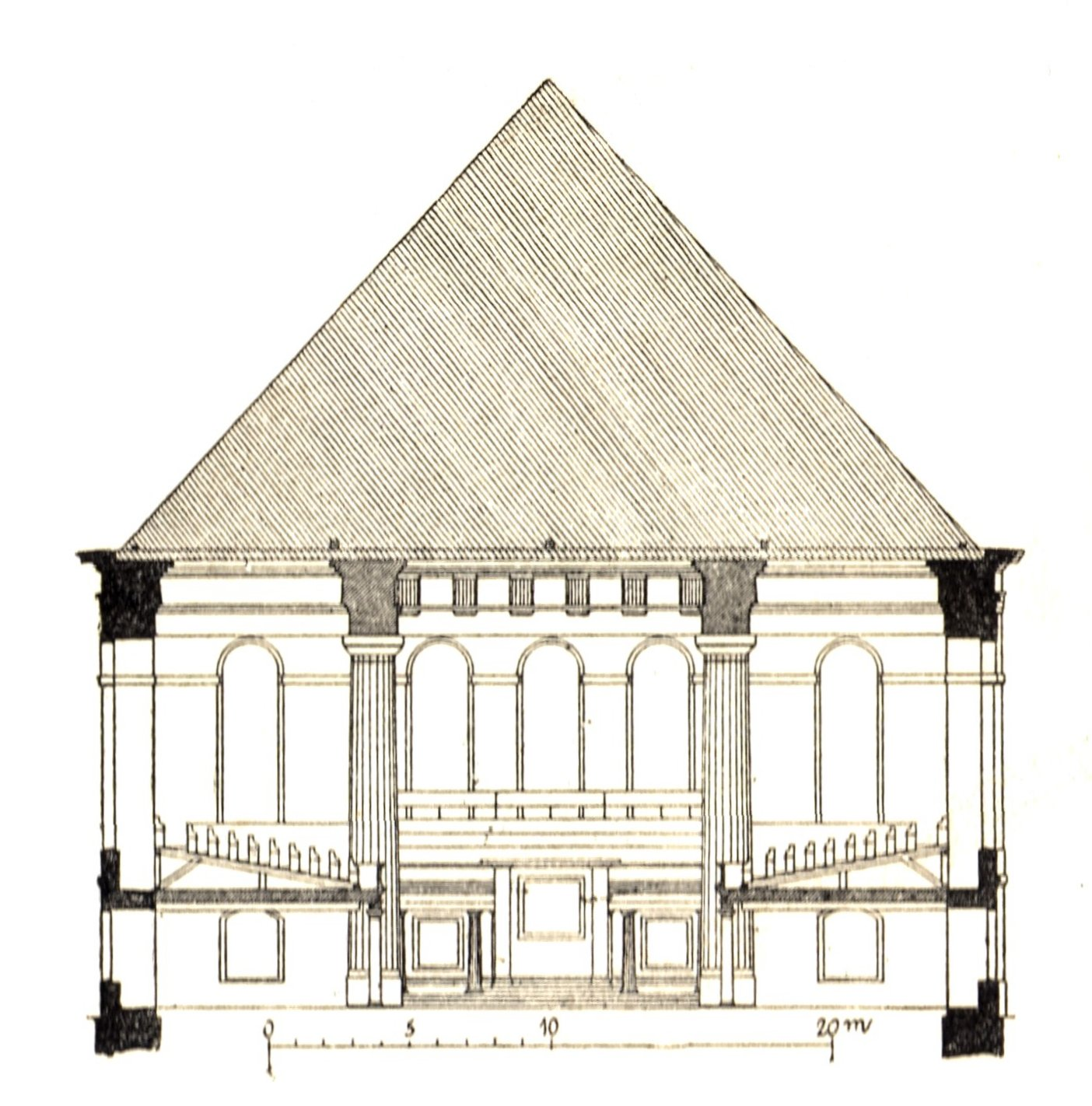
Coupe transversale après la conversion de Stüler en 1863

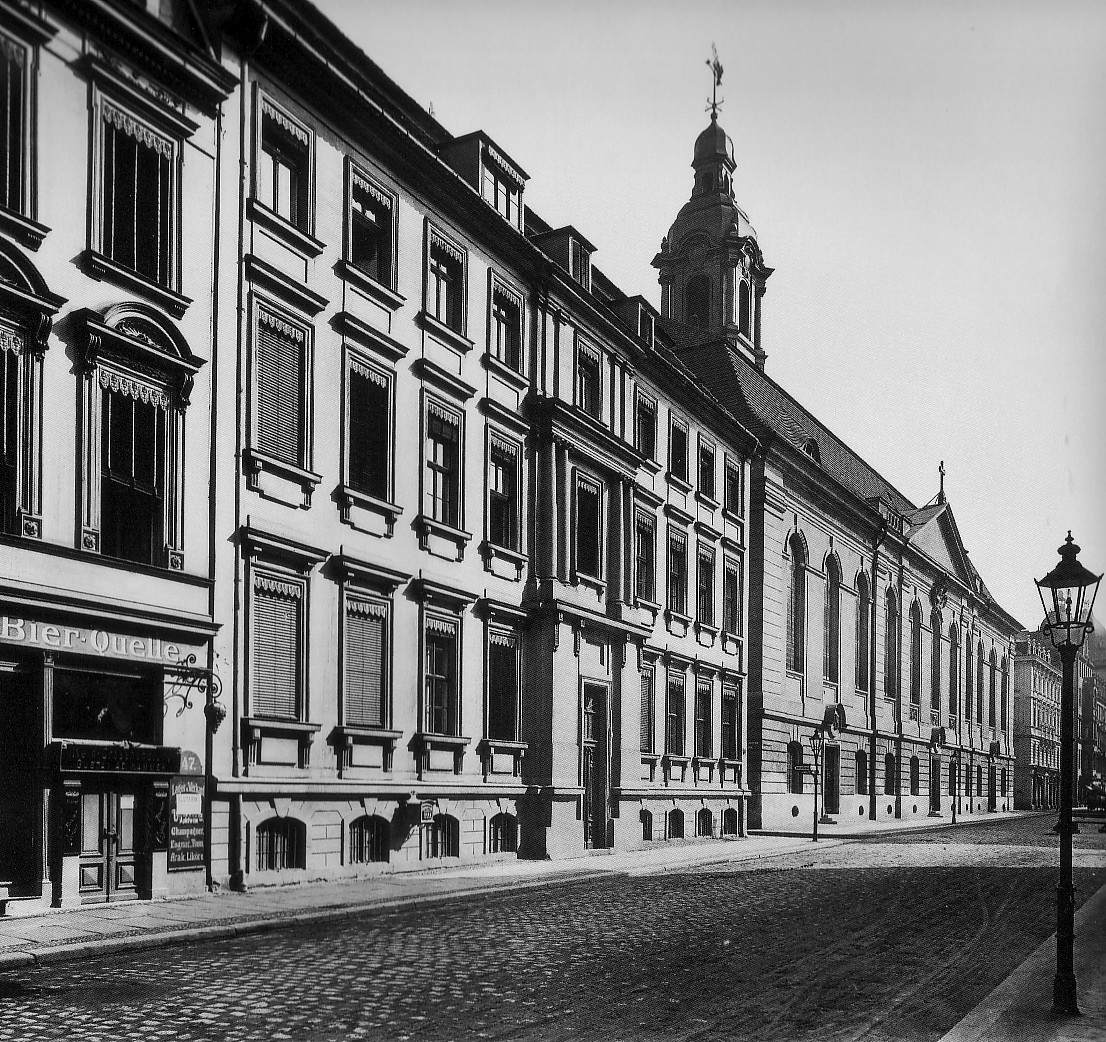
Église de la garnison reconstruite (à droite), 1910

Après un réaménagement intérieur dans les années 1899-1900, l'église brûle complètement le 13 avril 1908. La cause de cet incendie est le moteur défectueux et surchauffé d'un orgue. La reconstruction de l'église, qui pouvait accueillir 2 700 personnes, se poursuit jusqu'en août 1909.
Pendant la Seconde Guerre mondiale, l'église brûle lors d'un raid aérien allié le 23 novembre 1943, à la suite d'un bombardement. Après la guerre, les tombes non détruites sont pillées à plusieurs reprises. Les restes des quelque 200 personnes qui y étaient enterrées sont rassemblés dans 47 cercueils et transférés dans une fosse commune au cimetière de Stahnsdorf dans le bloc Epiphanien, champ 1a. Les ruines de l'église, dont les murs extérieurs sont restés debout jusqu'à la hauteur de la gouttière, sont démolies en 1962.
La maison du prédicateur (maison Frommel (de)) dans la Anna-Louisa-Karsch-Straße (de) (alors: Neue Friedrichstraße (de)) et l'ancien cimetière de garnison sont préservés.
La devise inscrite en lettres dorées au-dessus du portail d'entrée de 1720 devient célèbre : Un aigle avec NON SOLI CEDIT (latin : Il ne cède pas au soleil) – l'aigle prussien ne cède pas à la prétention au pouvoir du Roi Soleil (Louis XIV).

## Aménagement

### Cloches
L'église abrite entre autres un clocher de plan carré (longueur intérieure 4,30 m). Celui-ci abrite un carillon à deux voix composé de cloches en acier moulé, qui ont été fondues dans l'association de Bochum (de) dans les années 1890. Une liste d'inventaire du fondeur contient les informations suivantes : l'ensemble des cloches avec battant, roulements, axes et levier de sonnerie a coûté 2 525 marks à la fabrication (corrigé du pouvoir d'achat en monnaie d'aujourd'hui : environ 

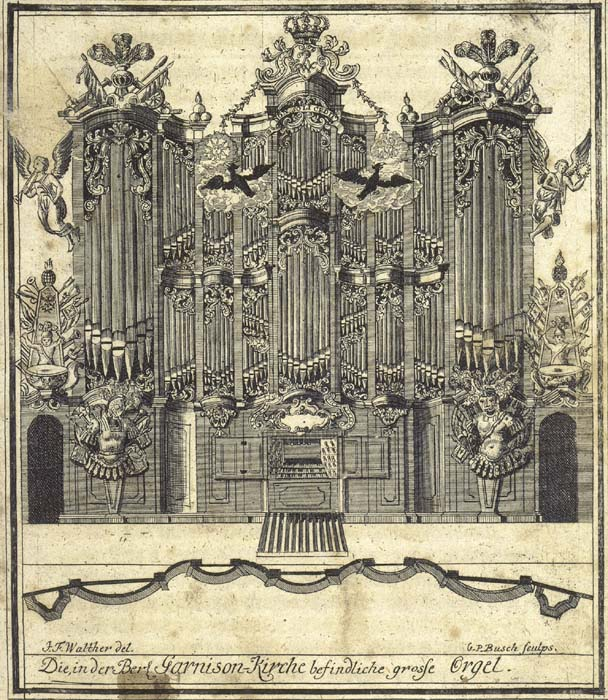
Orgue de l'église de la garnison, 1737

30000 euros).

### Dans la nef
L'intérieur de l'église est caractérisé par une abside avec de hautes baies vitrées, un maître-autel, une chaire et une rangée monumentale de colonnes qui portent la voûte d'ogives de la nef. Dans les bas-côtés, il y a des loges, au-dessus desquelles des galeries latérales sont aménagées. Le premier bâtiment ne comporte pas d'orgue.

### Orgue
Le second édifice religieux reçoit un orgue de 1724 à 1726 du facteur d'orgues Joachim Wagner (de).
Un deuxième orgue est construit en 1892/93 par Wilhelm Sauer. Avec 70 jeux sur trois claviers, c'est le plus grand orgue de Berlin à l'époque et le deuxième plus grand jamais construit par Sauer. L'action est purement pneumatique. Le crescendo, qui est librement réglable, est particulièrement mis en valeur : sur le bord supérieur de la console, il y a 70 boutons de registre correspondant aux registres respectifs. Lors de l'utilisation du rouleau crescendo, les registres peuvent être désactivés de manière ciblée,
L'orgue, reconstruit après l'incendie catastrophique de 1901, reprend fortement le plan de 1892.

## Prédicateurs de l'ancienne église de la garnison
- 1703-1713 : Christoph Naumann, premier prédicateur de garnison[6]
- 1717-1736 : Lambert Gedicke (de)
- 1736-1752 : Johann Caspar Carstaedt
- 1752–1809: Vacant
- 1816–1858 : Gottlieb Friedrich Ziehe[7]
- 1858-1869 : Friedrich Adolf Strauß (de)[7],[8]
- 1869-1895 : Emil Frommel (de), aumônier de campagne
- 1895-1918 : Georg Goen[9]
- 1881-1883 : Ludwig Schneller (de) (1858-1953) comme assistant prédicateur
- 1918–1933/34 : Erich Schlegel (de) (1866–1938), prévôt de terrain dans l'armée et la marine[8], à partir de 1933 évêque de terrain, dernier prédicateur de garnison [6]

## Vestiges de l'église de la garnison

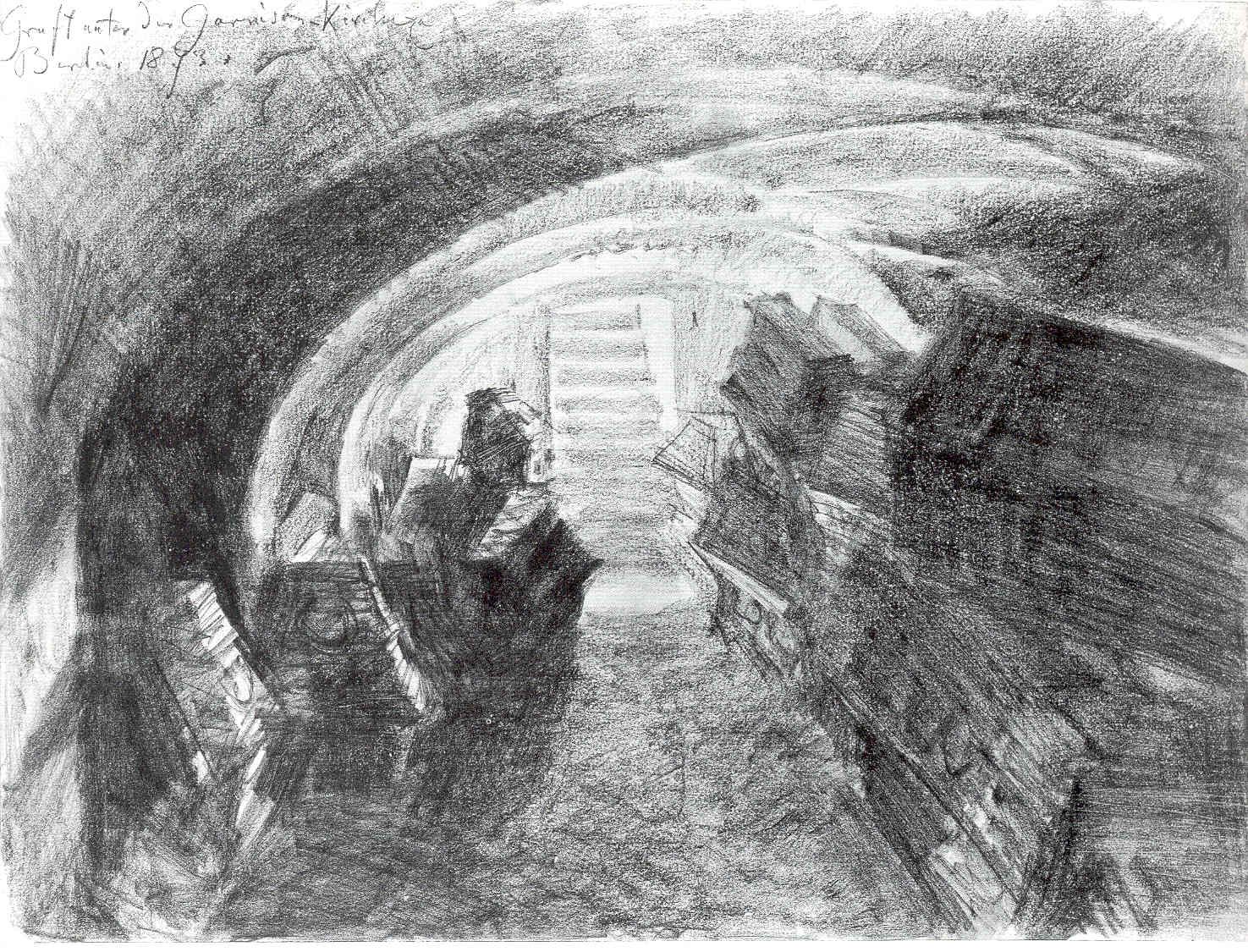
Adolph Menzel : Crypte sous l'église de la garnison à Berlin, 1873 ; Crayon, 23,8 ×33,2 cm. Berlin, Kupferstichkabinett

En 1998, lors de travaux de génie civil, les vestiges de l'angle nord-est du mur d'enceinte et des murs de la crypte sont retrouvés. La dalle de l'autel de l'église est également récupérée. Les vestiges des fondations sont désormais sous la protection des monuments. 

## Autres églises de garnison de Berlin
Dans la deuxième moitié du XIXe siècle, des bâtiments sont construits pour l'armée, qui s'est considérablement agrandie :
- Saint-Michel (Berlin-Mitte), église catholique de garnison de 1851
- Basilique Saint-Jean, église catholique de garnison de 1894
- (Nouvelle) Église évangélique de la garnison sur le Südstern